# Leychert
Leychert település Franciaországban, Ariège megyében. Lakosainak száma 112 fő (2022. január 1.). Leychert Celles, L’Herm, Nalzen, Roquefixade, Roquefort-les-Cascades és Soula községekkel határos.

## Népesség
A település népességének változása:
| Lakosok száma | 73   | 57   | 65   | 103  | 100  | 101  | 99   | 99   | 105  | 112  |
|               | 1968 | 1982 | 1990 | 2006 | 2013 | 2015 | 2017 | 2019 | 2020 | 2022 |